# 庫山
庫山，通稱青雉或上將青雉，是尾田榮一郎的漫畫作品《ONE PIECE》裡的一個角色，在第一部的劇情中是海軍本部三上將之一，在第二部和赤犬爭奪海軍元帥失利後離開海軍，加入黑鬍子海賊團。

## 設計
青雉的原型是參考自日本男星松田優作；松田優作以在電視劇《大都會 PARTII》飾演刑警而知名，另《探偵物語》亦為其代表作品。此外，青雉的生日9月21日亦是參照松田的真實生日日期所設定。
海軍三名上將的名號（青雉、赤犬、黃猿）參考自日本傳統童話《桃太郎》；故事講述主角桃太郎與一路上收容的雉雞、狗和猴子一同前往鬼島並為民除害。

## 人物
在第一部的故事中，青雉為海軍3名上將之一，也是故事中首位登場的上將，海軍總部的「最高戰力」。身材高大，穿著白色西裝背心與深藍色襯衫。由於喜歡睡覺的緣故，額前總帶著一個綠色的眼罩，方便他隨時隨地躺下睡覺（但偶爾也會站著睡覺）。
奇懶無比，簡單的加減法都懶得計算，偶爾還會忘記自己想要說的話，但是非分明，立場堅定，屬於外冷內熱性格。說話有時會含糊不清，在驚訝時會說出口頭禪「哎呀呀呀」。此外，他也相當喜歡相貌身材姣好的女性，甚至還會主動搭訕對方。
青雉的個性十分悠閒，自言當海軍的格言是「從容不迫的正義」（だらけきった正義）。但作者尾田榮一郎在64卷SBS中提到，最初青雉本是想高舉「激情的正義」，但在歷經長時間苦惱使他決心支持「從容不迫的正義」，他認為「正義」在不同立場的人們身上會有不同見解，並會隨立場而改變，所以不會去質疑其他人的「正義」；但當他人要妨礙自己的正義時，就絕對不會放過對方。
在歐哈拉事件中，他對赤犬砲擊逃難船感到震驚，並認為自己不會如此過火，但並沒有去阻止赤犬；此時，哈古瓦爾·D·薩烏羅作為原屬海軍的身份妨礙任務，他毫不猶豫制止他。
青雉的寵物是一隻名叫「駱駝」的企鵝，外貌如同現實中的加拉帕戈斯企鵝，擅長站著游泳，在青雉離任後與他一同旅行，與擁有冰凍能力的青雉很合得來，走冷血硬派風，如果有人說牠可愛就會吃不完兜著走

## 能力

### 惡魔果實
青雉是自然系「冷冷果實」能力者，身體可以變成冰，當身體被攻擊破壞的時候，也能自動變成冰的型態再迅速復原。可以冰封所有接觸到的事物和徒手製造冰劍、冰彈等各種型態的冰。和同為自然系的「雪雪果實」屬上下剋的優勢方。他經常以將腳下海水結成冰的形式在海上騎自行車閒晃。弱點是高溫和火焰，被帶熱的物體擊中會對其身體造成傷害。

### 霸氣
此外，「青雉」庫山能夠運用見聞色霸氣、武裝色霸氣。

## 劇中表現

海軍中將時期的青雉

庫山19歲加入海軍，為三期生，曾是捷風的學生之一，在所有學生當中他與捷風的感情最好。年輕時的庫山頭戴畫有海軍標誌的帽子，戴著太陽眼鏡，當時已經是實力高強的「怪物」。在「愛特·沃爾海戰」爆發前夕，他與蒙其·D·卡普、哈古瓦爾·D·薩烏羅等人現身於海軍總部馬林福特。他認為卡普再次拒絕升職是一件十分帥氣的事情。
- 歐哈拉事件

22年前（約27歲時），身為海軍中將的庫山參與毀滅歐哈拉的「非常召集」。他認為，因為歐哈拉的學者違法在先，縱然是無可奈何，但為著日後的「世界」設想，他也得參與這次攻擊。他以「冰河時代」逮住妨礙任務的好友兼海軍本部中將哈古瓦爾·D·薩烏羅，卻放走了歐哈拉唯一的倖存者妮可·羅賓。
臨行前，他警告羅賓要為保住生命而高興，日後應該低調生活；並強調自己不是她的「同伴」，而是「敵人」，一旦有任何差錯，他會是第一個逮捕她的人。受此事件影響，庫山往後對於「歷史本文」的相關事物抱持負面印象，本人稱僅記得反抗「政府」的「摯友」，還有被他改變命運的少女（羅賓）的哀傷神情。

### 第一部
- 初遇草帽海賊團

青雉首次在長環長島遇上草帽海賊團，其時他正戴著眼罩站在東吉特的家門前睡覺。起初，他說自己只是散步路過，順道確認一下在阿拉巴斯坦王國事件後失蹤的妮可·羅賓的消息，沒有意思逮捕他們，除了搭訕初次見面的娜美以外，還隨意讓騙人布等人評頭論足；隨後更以「冰河時代」把整個海面和海獸凝住了，讓東吉特能前往村人所在的島（動畫版則是幫助一群落難客船的乘客順利渡海）。
後來他卻突然改變主意，說要為解決後患而消滅草帽海賊團。他以絕對優勢輕易地接住草帽海賊團3大主力的攻擊，並把羅賓整個人凍結。之後還當著一行人的面打算將羅賓的身體敲碎，所幸被魯夫及時阻止，魯夫為了保護自己的船員，提出與青雉單挑，他欣然接受，並續以壓倒性的優勢迅即把魯夫整個人以「冰河時代」凝結；可是他最後卻放過了草帽海賊團，以作償還阿拉巴斯坦王國事件裡他們討伐克洛克達爾的人情。但臨走前他提醒魯夫，妮可·羅賓是一隻生來就兇殘暴戾，無人能應付的猛獸，讓她跟隨草帽海賊團的結果就只有「毀滅」一途（雖然魯夫被凍結沒有聽到這段話），隨後騎自行車離開小島，前往水之七島；並聯絡了CP9的斯帕達姆，告訴他妮可·羅賓將前往水之七島，並把發動「非常召集」的黃金電話蟲交給了他，其後間接引發了「司法島事件」的導火線。
- 現身水之七島

「司法島事件」結束後，青雉於草帽海賊團的慶功宴中偷偷出現，並與妮可·羅賓搭話。他表示，自己遵從薩烏羅的意志放走了她，就是想親眼見證她往後的人生；但由於羅賓一直找不到棲身之所，像一顆會走路的不定時炸彈到處流浪，也發現她有尋死的念頭，所以才決定利用今次事件了結20年前的恩怨。他很高興羅賓終能找到真正的棲身之所，並祝福她要好好活下去。
- 頂上戰爭

在海軍總部馬林福特鎮守「火拳」艾斯的處刑現場，與「白鬍子海賊團」為首的新世界海賊開戰；跟另外兩位上將坐在廣場的上方待戰。甫開戰「白鬍子」艾德華·紐蓋特以其能力引發起海嘯，滔天海浪直撲馬林福特廣場之際，青雉以「冰河時代」把巨浪及整個海灣凝結了，然而被凝結的海灣也隨即成為雙方的戰場。接著接續以冰塊「兩棘矛」攻撃「白鬍子」，但被輕易粉碎。
後來，在「白鬍子」被史庫亞德襲擊後，青雉奉戰國元帥之命將「小丑」巴其及其追隨者全身冰凍，以中斷最後的處刑現場轉播。「白鬍子」親身上陣，直接攻擊處刑台，他又與其他上將擋下「白鬍子」的「震動」，保護海軍總部。其後，魯夫越過包圍壁直逼處刑台，青雉以「這個舞台對你來說還太早了」形容他，並輕鬆凍結魯夫襲擊他們的大桅杆。隨後，他還使用「冰刀」插傷魯夫，但卻被白鬍子海賊團第一隊隊長「不死鳥」馬可及時擋下。
之後青雉又與「白鬍子」直接對上，他以「冰球」試圖凍結「白鬍子」，卻被他以震動輕易解圍；後被白鬍子海賊團第三隊隊長「鑽石」喬茲阻止攻擊並展開的激烈交戰。最後，喬茲因「白鬍子」受重傷而分心，被全身冰凍住。在「火拳」艾斯被救出後，用「暴雉嘴」攻擊他，被艾斯以「鏡火炎」擋下，又趁海賊準備逃離海軍總部時，用冰河時代再次將海面凍結，間接阻擋了吉貝爾逃回海中。後又跟黃猿一起追擊「死亡外科醫生」羅的潛水艇。
「大事件」發生後兩星期，青雉被戰國推薦為下一任海軍元帥；與此同時斯摩格則與他討論魯夫敲響16點鐘以及要求調職的事宜。
- 離開海軍

「頂上戰爭」結束的兩年間，雖然前元帥戰國卸任前推薦青雉繼任，但世界政府高層屬意由赤犬繼任。對此青雉极力反对，两人甚至還在新世界的龐克哈薩特，展開長達十天的激烈決鬥；最後，青雉不敵赤犬，但赤犬念在兩人同為海軍並未對他痛下殺手。
這場決鬥也導致龐克哈薩特的地型氣候，從此變成一半炙熱難耐且漫佈著火焰、另一半卻被冰雪覆蓋且寒冷刺骨的極端模樣。事後獲勝的赤犬成為新一任的海軍元帥，而青雉則因不愿屈居赤犬之下而退出海軍。後續青雉在蛋頭島篇補述道，自己因為這場決戰失去左腿，仰賴能力創造出冰製成的義肢，好讓自己便於行動，他在時隔一年後在「新世界」某座小島和「黑鬍子」海賊團短暫交鋒，雖然看不慣「黑鬍子」海賊團的作為，但出於個人的行動便利性與利益考量而加入「黑鬍子」海賊團。

### 第二部
- 龐克哈薩特篇

兩年後青雉的嘴唇邊多了些許鬍渣，右臂殘留被赤犬重創的燒傷疤痕，除了開始配戴圓帽與墨鏡以外，還改穿綴有深色絨毛的長外套和黑色衣褲，並隨身帶著背包。他在草帽海賊團、G-5支部人員、哈特海賊團聯手擊潰前海軍科學家凱薩·克勞恩沒多久，在隨身企鵝的協助下，動身前往凱薩位於龐克哈薩特的根據地，碰巧撞見唐吉訶德·多佛朗明哥欲將斯摩格殺死，遂現身制止多佛朗明哥，替斯摩格解危。事後青雉命令海軍醫療隊為斯摩格療傷，表明自己從初始便不認為「世界政府是一切」的說法，而且在離職後反而更能看清許多事情的真相，旋即告訴斯摩格他還是昔日的自己，提醒G-5支部成員不能讓多佛朗明哥脫離他們的視線，並認為這將是赤犬成为元帅之后首度面臨的最大難關，因此委託斯摩格向赤犬彙報事情始末，以便讓上將展開行動，最後要求G-5支部成員不可洩漏曾和他會面的事，隨即離開現場。
- 多雷斯羅薩篇

多雷斯羅薩事件後，五老星提及青雉在退出海軍後與黑鬍子海賊團有密切關係，背後原因未明。
- 蛋頭篇

他和范·歐葛一同前往巧克力島，與BIG MOM海賊團的夏洛特·慨烈卡交戰，最終青雉將整座巧克力島包含慨烈卡在內，用其能力給冰凍。，並且綁走夏洛特·普琳。目前已加入黑鬍子海賊團，並作為黑鬍子海賊團十號船船長，在蜂巢島上與海軍機密特殊部隊SWORD及卡普交戰。

## 備註
1. ↑  其後羅賓被押往司法島期間和斯潘達姆發生衝突時，欲聯絡CP9的斯潘達姆錯用青雉的黃金電話蟲而發動「非常召集」，加上草帽海賊團、卡雷拉公司、佛朗基家族等人為解救羅賓和佛朗基而進攻司法島，最終CP9敗於草帽海賊團，司法島也因此毀於「非常召集」。